# Chile nos Jogos Olímpicos de Inverno de 1998
O Chile competiu nos Jogos Olímpicos de Inverno de 1998 em Nagano, Japão.

## Desempenho

### Esqui alpino
Masculino
| Atleta         | Evento    | Corrida 1 | Corrida 2 | Corrida 3 | Total   | Pos. |
| -------------- | --------- | --------- | --------- | --------- | ------- | ---- |
| Thomás Grob    | Downhill  |           |           |           | DNF     | –    |
| Thomás Grob    | Super-G   |           |           |           | DNF     | –    |
| Thomás Grob    | Combinado | 56.51     | 51.41     | 1:40.68   | 3:28.60 | 11   |
| Rainer Grob    | Downhill  |           |           |           | 1:58.75 | 28   |
| Rainer Grob    | Combinado | 58.50     | 54.63     | 1:41.26   | 3:34.49 | 13   |
| Nils Linneberg | Downhill  |           |           |           | 1:56.59 | 26   |